# Des Blanchard
Des Blanchard es una localidad de Santa Lucía que forma parte del distrito de Micoud.